# Grant-Valkaria
Grant-Valkaria é uma vila localizada no estado americano da Flórida, no condado de Brevard. Foi incorporada em 25 de julho de 2006 com a junção das aldeias de Grant e Valkaria.

## Geografia
De acordo com o United States Census Bureau, a vila tem uma área de 78,2 km², onde 70,4 km² estão cobertos por terra e 7,8 km² por água.

## Demografia
Segundo o censo nacional de 2010, a sua população é de 3 850 habitantes e sua densidade populacional é de 54,71 hab/km². Possui 1 767 residências, que resulta em uma densidade de 25,11 residências/km².